# Polska Partia Socjalistyczna-Lewica (1926–1931)
Polska Partia Socjalistyczna-Lewica – polska radykalno-socjalistyczna partia polityczna, funkcjonująca w latach 1926–1931.

## Historia
Utworzona została 13 czerwca 1926 roku przez działaczy lewego skrzydła Polskiej Partii Socjalistycznej z Andrzejem Czumą na czele. W 1927 roku liczyła 12 tys. członków, działających głównie na terenie Lublina, Krakowa i Śląska Cieszyńskiego a Sekcje Młodzieży PPS-Lewicy liczyły w 1928 roku ok. 1500 członków. W partii trwał konflikt między komunistami (Alfred Bem, Franciszek Polka, Romuald Gadomski) a działaczami dążącymi do zachowania niezależności od KPP (Andrzej Czuma, Stanisław Berent, Albin Różycki). Po aresztowaniu Andrzeja Czumy w styczniu 1929 roku kierownictwo partii przeszło w ręce komunistów, co doprowadziło do rozłamu (grupa Andrzeja Czumy ostatecznie znalazła się w Związku Związków Zawodowych). PPS-Lewica faktycznie stała się legalną przybudówką Komunistycznej Partii Polski. W lutym 1931 policja aresztowała wszystkich delegatów II Kongresu PPS-Lewicy. Wyrokiem Sądu Okręgowego w Sosnowcu z 26 lutego 1930, zatwierdzonym przez Sąd Apelacyjny w Warszawie 20 grudnia 1930, Polska Partia Socjalistyczna – Lewica została uznana za organizację antypaństwową, a następnie rozwiązana decyzją ministra spraw wewnętrznych, która weszła w życie 14 lutego 1931. Organami prasowymi partii były: „Robociarz”, „Głos Pracy”.

## Literatura
- Józef Kowalski: Trudne lata. Problemy rozwoju polskiego ruchu robotniczego 1929–1935. Warszawa: PWN, 1966. Brak numerów stron w książce
- PPS Lewica 1926–1931: materiały źródłowe. oprac., wstępem i przypisami opatrzył Ludwik Hass. Warszawa: Książka i Wiedza, 1963. Brak numerów stron w książce
- Encyklopedia Powszechna PWN, wyd. Państwowe Wydawnictwo Naukowe, W-wa 1975, s. 628